# 等级分
Elo等级分制度（英語：Elo rating system）是指由匈牙利裔美国物理学家Arpad Elo创建的一个衡量各类对弈活动水平的评价方法，是当今对弈水平评估公认的权威標準，且被广泛用于国际象棋、围棋、足球、篮球等运动。線上遊戲的竞技對戰系統也常採用此分級制度。
ELO評級制度是衡量選手在一項賽事中的競技水準的排名系統。它是一個工具，可以為世界頂級國際西洋棋棋手排名。

ELO等級分制度被廣泛用於排名賽之中。普通的國際比賽都採取淘汰賽制度，因為只要知道冠軍是誰就行了，不需要為每個選手進行強弱排名。但如果想知道中間名次的排名，參賽的每個選手的技術水準排名，一般來說多人或者多隊伍的比賽，要採取循環賽的制度，來排名出每個人之間的強弱，勝場最多就是最強大的參賽者，勝場最少就是最弱的參賽者，依照勝敗比例來進行排名。但循環賽的缺點在於若有大量參賽者，就必須進行大量的循環比賽才能夠對每位參賽者進行排名，進而改進就使用了ELO等級分制度，用統計學和數學對選手進行測量和評估，來對選手進行排名。

## 历史
Elo等级分制度是基于统计学的一个评估棋手水平的方法。美国国际象棋协会在1960年首先使用这种计分方法。由于它比先前的方法更公平客观，这种方法很快流行开来。1970年国际棋联正式开始使用等级分制度。
Elo模型原先采用正态分布。但是实践显明棋手的表现并非呈正态分布，所以现在的等级分计分系统通常使用的是对数分布。

## 计分方法
假设棋手A和B的当前等级分分别为{\displaystyle R_{A}}和{\displaystyle R_{B}}，则按Logistic distribution A对B的胜率期望值当为
{\displaystyle E_{A}={\frac {1}{1+10^{(R_{B}-R_{A})/400}}}.}
类似B对A的胜率为
{\displaystyle E_{B}={\frac {1}{1+10^{(R_{A}-R_{B})/400}}}.}
假如一位棋手在比赛中的真实得分{\displaystyle S_{A}}（胜=1分，和=0.5分，负=0分）和他的胜率期望值{\displaystyle E_{A}}不同，则他的等级分要作相应的调整。具体的数学公式为
{\displaystyle R_{A}^{\prime }=R_{A}+K(S_{A}-E_{A}).}
公式中{\displaystyle R_{A}}和{\displaystyle R_{A}^{\prime }}分别为棋手调整前后的等级分。在大师级比赛中{\displaystyle K}通常为16。
例如，棋手A等级分为1613，与等级分为1573的棋手B战平。若K取32，则A的胜率期望值为{\displaystyle {\frac {1}{1+10^{(1573-1613)/400}}}}，约为0.5573，因而A的新等级分为1613 + 32 · (0.5 − 0.5573) = 1611.166

## 国际象棋中的等级分
国际象棋中，等级分和棋联称号的大致对应为
- 2500分以上：国际特级大师
- 2400-2499分：国际大师
- 2300-2399分：棋联大师

历史上，共有13位棋手的等级分曾超过2800分。他们是马格努斯·卡尔森、卡斯帕罗夫、法比亚诺·卡鲁阿纳、列冯·阿罗尼扬、苏伟利、沙克里亚尔·马梅迪亚洛夫、马克西姆·瓦谢尔-拉格拉夫、克拉姆尼克、托帕洛夫、阿南德、中村光、丁立人和亚历山大·格里修克。其中马格努斯·卡尔森于2014年5月创造了2882分的历史最高等级分纪录。
| 位次 | 棋手                  | 国籍   | 等级分 |
| ---- | --------------------- | ------ | ------ |
| 1    | 马格努斯·卡尔森       | 挪威   | 2831   |
| 2    | 中村光                | 美国   | 2802   |
| 3    | Arjun Erigaisi        | 印度   | 2797   |
| 4    | 法比亚诺·卡鲁阿纳     | 美国   | 2796   |
| 5    | 多曼拉朱·古凯什       | 印度   | 2794   |
| 6    | Nodirbek Abdusattorov |        | 2783   |
| 7    | 阿里雷薩·菲魯茲雅     | 法國   | 2767   |
| 8    | 韦奕                  | 中国   | 2763   |
| 9    | 扬·涅波姆尼亚希       | 俄羅斯 | 2755   |
| 10   | 苏伟利                | 美国   | 2751   |

## 延伸閱覽
- ELO算法教程 - GameRes游资网